# Iván Mauricio Durán Pabón
Iván Mauricio Durán Pabón (Cúcuta, Colombia) es un economista colombiano, experto en desarrollo económico, tecnologías digitales y políticas públicas.
Se desempeñó como Ministro encargado de Tecnologías de la Información y las Comunicaciones de Colombia y Viceministro de Transformación Digital.

## Biografía
Es economista de la Universidad Nacional de Colombia, con Maestría en Ciencias Económicas de la misma universidad, Máster en Investigación Aplicada en Economía y Doctorado en Economía Aplicada de la Universidad Autónoma de Barcelona, España.
Inició su carrera en el sector público en el Departamento Nacional de Planeación (DNP), donde ocupó roles como asesor de la Dirección de Evaluación de Políticas Públicas, Subdirector de Prospectiva Digital y Director de Desarrollo Digital. Ha trabajado con centros de investigación como Fedesarrollo, el Centro de Recursos para el Análisis de Conflictos, y ha realizado estancias de investigación en el Consorcio Universidad Internacional Menéndez Pelayo y Berlín Graduate School of Social Sciences. También ha sido profesor en universidades como la Universidad Externado de Colombia, Universidad Nacional de Colombia, Universidad Autónoma de Barcelona, Universidad de los Andes y Universidad Católica de Colombia.Desde 2020 imparte el seminario Sociedad Digital y Desarrollo Económico en la Universidad Externado de Colombia.
El 27 de julio de 2021 fue designado como Viceministro de Transformación Digital del Ministerio de Tecnologías de la Información y Comunicaciones, cargo que ocupó hasta el 7 de agosto de 2022. El 10 de septiembre de 2021 asumió el puesto de Ministro encargado, tras la renuncia de la titular Karen Abudinen. El 13 de octubre de 2021 fue reemplazado en el cargo por Carmen Ligia Valderrama.
Entre 2018 y 2022 desempeñó un rol central en el equipo técnico del gobierno del presidente Iván Duque Márquez, liderando iniciativas de política pública y regulación clave para la transformación digital del país. Contribuyó a la formulación e implementación de la Política Nacional para la Transformación Digital e Inteligencia Artificial, el fortalecimiento de la Política de Gobierno Digital en Colombia y la ejecución de programas de formación en habilidades digitales avanzadas, como Misión TIC.
Entre octubre de 2022 y junio de 2024, ejerció como Alto Consejero Distrital TIC de Bogotá, bajo las administraciones de Claudia López Hernández y Carlos Fernando Galán. Durante su gestión, lideró la formulación de la Política Distrital Bogotá Territorio Inteligente, impulsó la implementación del proyecto de conectividad rural y apropiación digital en la región de Sumapaz, y contribuyó en la obtención de la certificación oro de What Works Cities, otorgada por Results for America y Bloomberg Philanthropies, que reconoce a Bogotá como un modelo de excelencia en gobernanza, gestión basada en datos y políticas públicas efectivas en América Latina.